# Réduction de coût
La réduction de coût est un comportement d'une organisation ou d'un ménage visant à la réduction des coûts.
La réduction de coût consiste, pour une entreprise, à réduire de façon importante les coûts afin d'améliorer sa rentabilité.
Pour une collectivité publique, il s'agit de mettre en équilibre les dépenses et les recettes ou de réduire les déficits ou les recettes.

## Concept
Le concept de Réduction de coût est né de l'hypothèse qu'il est possible de réduire les coûts sans réduction significative de la qualité de service ou sans que cette réduction ne soit facilement visible. Elle partage donc avec les principes des appels d'offres publics le principe que le critère premier de dépense est le coût.

## Réduction de coût dans une société

### La mise en pratique de la réduction de coût
L’entreprise effectue un audit complet de ses charges afin de détecter des pistes d’économies à mettre en œuvre. La réduction des coûts inclut notamment l’audit et le conseil en prévention et gestion des risques professionnels, en optimisation des cotisations sociales et fiscales, en obtention de crédits d’impôts recherche et subventions européennes, en optimisation des achats et en gestion des frais généraux.
De nombreuses entreprises font appel à des cabinets spécialisés afin de détecter et de mettre en œuvre des économies. Le recours à ces cabinets d’optimisation des coûts leur permet de faire auditer leurs charges par des experts de chaque domaine concerné. Le modèle économique de ces cabinets est avantageux pour les entreprises puisqu’il est basé uniquement sur une rémunération au résultat. L’entreprise reverse alors une partie des frais effectivement dégagés au cabinet de réduction de coûts.
Également qualifiés de « cost killers », les cabinets de réduction de coûts se développent de façon importante depuis une quinzaine d’année, en France et en Europe. Ces cost killers à la française se différencient du modèle anglo-saxon en ce qu’ils ne touchent pas aux effectifs des entreprises. Ces cabinets optimisent les coûts sans toucher à la structure de l’entreprise.
L'analyse de la valeur est une autre approche de la réduction des coûts qui vise à s'assurer de l'adéquation entre un besoin et les moyens mis en œuvre pour le satisfaire. 
Il s'agit d'abord de valider le service à rendre puis de s'assurer qu'il est rendu au coût minimum. 
Fondée sur l'analyse fonctionnelle, sur une étude rigoureuse des coûts significatifs et - à l'inverse des cost killers - sur une approche participative, l'analyse de la valeur met à profit les diverses compétences de l'entreprise et de ses fournisseurs pour proposer des solutions innovantes : des voies d'optimisation spectaculaires peuvent ainsi être adoptées, avec des économies qui atteignent fréquemment un ordre de grandeur de 30 % à 40 % des coûts initiaux.
Achats, frais généraux, mais aussi organisation des processus peuvent être optimisés grâce à cette méthode.

### Fonction interne ou externe
De nombreuses entreprises s'interrogent aujourd'hui sur la problématique du "Faire ou ne pas faire" (théorie de Ronald Coase).
Alors que les PME pour des raisons budgétaires sont contraintes de mener en interne les opérations de réduction des coûts, les multinationales disposent de moyens financiers plus importants.
Le choix stratégique de mener les projets de réduction des coûts en interne ou en externe est alors crucial pour les directions achats des grands groupes.
Depuis les années 1990, des cabinets de conseils ont émergé dans l'univers des achats.
Parmi les pionniers dans ce secteur sont apparus des sociétés comme central cost ou kbuy.
Ces cabinets se segmentaient alors en deux grandes catégories :
- le conseil stratégique,
- le conseil opérationnel.

D'abord appelés Costkiller, l'activité de ces cabinets de conseil s'est orientée vers l'optimisation des coûts, concept plus apprécié par les représentants du personnel car ne mettant pas en danger les budgets des services et la réduction des effectifs salariés.
Depuis les années 2005, les sociétés de conseil et d'audit se sont positionnées sur le secteur du conseil stratégique.
On retrouve ainsi les géants du marché : McKinsey, le Boston Consulting Group, A.T. Kearney, Arthur D. Little... 
Le secteur du conseil opérationnel a connu l'apparition d'un grand nombre d'acteurs, souvent filiales de grands groupes ou SSII tels qu'Atos Origin, Capgemini, Costing, KLB Group, Factea Group, Altaris, Altaprocurement, PSI Conseils...
En 1992, a été créé le cabinet de conseil Expense Reduction Analysts un des leaders dans la réduction de coût avec aujourd'hui près de 700 consultants experts dans une quarantaine de catégories de coûts. Leur concept original fait appel à des expertises internationales pour des benchmarks efficaces et disponibles pour toute entreprise privée ou organisation publique en France.
Notons que depuis les années 2015, certaines sociétés innovantes, telles que Kostango, Treeveo ou Easy Kost, proposent aux PME et ETI des plateformes web collaboratives conçues pour soutenir les opérations de réduction des coûts effectuées en interne.
À côté de ces sociétés, s'est développée une multitude d'autoentrepreneurs ou de consultants indépendants (freelance) qui se voient souvent contraints de passer par le portage salarial pour pouvoir facturer les clients.

### Maîtrise des coûts par la valorisation des informations non structurées
Dans un livre blanc publié en octobre 2007, le Cigref affirme que l'on peut maîtriser les coûts par une gestion efficace des informations non structurées. Il est important de noter que l'on ne mesure pas le retour sur investissement d'un outil de veille ou un moteur de fédération de recherche (informations non structurées) et une application de gestion des dossiers des assurés (informations structurées). Il convient aussi d'évaluer non seulement les gains apportés, mais aussi les pertes, potentielles ou effectives, occasionnées par l'absence de la solution. L'optimisation des coûts peut être obtenue grâce à de nouvelles méthodes de gestion qui rendent le traitement des documents moins onéreux grâce au partage des informations non structurées.

## Critique
Certains auteurs estiment que la réduction des coûts est une démarche à la fois inutile (du point de vue de l'avantage concurrentiel de l'entreprise) et nuisible (du point de vue de l'économie et de la société en général).
En effet, si la pratique de la réduction des coûts semble permettre à une entreprise d'améliorer immédiatement sa marge opérationnelle, la suppression de certains coûts peut dans certains cas engendrer des effets non immédiatement visibles, comme une sécurité ou une qualité moindre, une démotivation des salariés, une augmentation des couts cachés, qui n'apparaissent pas dans une vision comptable. De plus, l'avantage concurrentiel obtenu par la réduction des coûts n'a de sens que si les concurrents se révèlent incapables de l'imiter. Or, les techniques de réduction des coûts sont le plus souvent aisément imitables.
De plus, si la pratique de la réduction des coûts peut permettre à une entreprise d'améliorer temporairement sa marge opérationnelle, son effet sur l'économie globale est généralement négatif dans la mesure où la réduction des coûts se traduit le plus souvent par une réduction des coûts de main-d’œuvre, et donc - si toutes les entreprises y ont recours - par une dégradation du pouvoir d'achat de la population.